# Urbanus VI (album)
Urbanus VI is de zesde lp van Urbanus en kwam uit in 1982. De studio-opnames vonden plaats in de I.C.P. Studio's Brussel, de live-nummers zijn opgenomen in de Stadsdoelen te Delft. Tekst en muziek zijn geschreven door Urbanus. De muziek van Hittentit werd geschreven door Jean Blaute en Urbanus. Jean Blaute deed tevens de productie en arrangementen.
De plaat is niet apart op cd verschenen, maar verscheen op de Urbanus Verzamelbox, met uitzondering van het nummer Zonder Pracht, Zonder Praal.

## Tracks
kant A:
- 1. Hittentit
- 2. Publiciteitsjaren
- 3. Kodazuur
- 4. Katrien
- 5. Waf-Waf-Waf

kant B:
- 1. Belastingscontroleur
- 2. Rustige Ouwe Dag
- 3. Zonder Pracht, Zonder Praal
- 4. Ik en Morris
- 5. 'k Zal 't zelf doen

## Muzikanten
- zang: Urbanus
- gitaren: Eric Melaerts, Jean Blaute, Lex Bolderdijk en Jérôme Munafo
- klavieren: Raymond Van Het Groenewoud en Jean Blaute
- bas: Mich Verbelen en Evert Verhees
- drums: Stoy Stoffelen en Bruno Castellucci
- viool: Nico Gomez
- blazers: Pietro Lacirgnola en John Ruocco
- achtergrondzang: Annemie Nuyens, Patricia Maessen en Sofie